# John Page

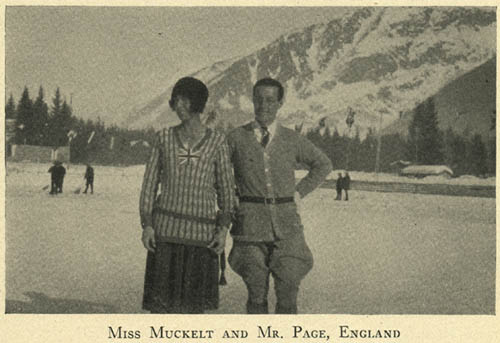
Patinadores artísticos Ethel Muckelt e John Page.

John "Jack" Ferguson Page (Manchester, Inglaterra, 1900 – Manchester, Inglaterra, 14 de fevereiro de 1947) foi um patinador artístico britânico. Ele foi medalhista de prata com Ethel Muckelt nas duplas no Campeonato Mundial de 1924 e medalhista de bronze no individual masculino no Campeonato Mundial de 1926. Page também foi campeão 11 vezes britânico no individual masculino.

## Resultados

### Individual masculino
| Resultados                                            | Resultados      | Resultados      | Resultados      | Resultados      | Resultados        | Resultados      | Resultados      | Resultados      | Resultados      | Resultados      | Resultados    | Resultados      |
| Internacional                                         | Internacional   | Internacional   | Internacional   | Internacional   | Internacional     | Internacional   | Internacional   | Internacional   | Internacional   | Internacional   | Internacional | Internacional   |
| Evento/Temporada                                      | 1921– 1922      | 1922– 1923      | 1923– 1924      | 1924– 1925      | 1925– 1926        | 1926– 1927      | 1927– 1928      | 1928– 1929      | 1929– 1930      | 1930– 1931      | 1931– 1932    | 1932– 1933      |
| ----------------------------------------------------- | --------------- | --------------- | --------------- | --------------- | ----------------- | --------------- | --------------- | --------------- | --------------- | --------------- | ------------- | --------------- |
| Jogos Olímpicos                                       |                 |                 | 5.º             |                 |                   |                 | 9.º             |                 |                 |                 |               |                 |
| Campeonato Mundial                                    |                 |                 | 4.º             |                 | Medalha de bronze | 5.º             | 4.º             | 4.º             |                 |                 |               |                 |
| Nacional                                              |                 |                 |                 |                 |                   |                 |                 |                 |                 |                 |               |                 |
| Campeonato Britânico                                  | Medalha de ouro | Medalha de ouro | Medalha de ouro | Medalha de ouro | Medalha de ouro   | Medalha de ouro | Medalha de ouro | Medalha de ouro | Medalha de ouro | Medalha de ouro |               | Medalha de ouro |
|                                                       |                 |                 |                 |                 |                   |                 |                 |                 |                 |                 |               |                 |
| Legenda: Competição não foi disputada nesta temporada |                 |                 |                 |                 |                   |                 |                 |                 |                 |                 |               |                 |

### Duplas

#### Com Ethel Muckelt
| Resultados                                            | Resultados       | Resultados    | Resultados    | Resultados    | Resultados    | Resultados    | Resultados    | Resultados    | Resultados    | Resultados    | Resultados    | Resultados    |
| Internacional                                         | Internacional    | Internacional | Internacional | Internacional | Internacional | Internacional | Internacional | Internacional | Internacional | Internacional | Internacional | Internacional |
| Evento/Temporada                                      | 1923– 1924       |               | 1925– 1926    |               | 1927– 1928    |               |               |               |               |               |               |               |
| ----------------------------------------------------- | ---------------- | ------------- | ------------- | ------------- | ------------- | ------------- | ------------- | ------------- | ------------- | ------------- | ------------- | ------------- |
| Jogos Olímpicos                                       | 4.º              |               | 7.º           |               |               |               |               |               |               |               |               |               |
| Campeonato Mundial                                    | Medalha de prata | 6.º           | 4.º           |               |               |               |               |               |               |               |               |               |
|                                                       |                  |               |               |               |               |               |               |               |               |               |               |               |
| Legenda: Competição não foi disputada nesta temporada |                  |               |               |               |               |               |               |               |               |               |               |               |